# MUTV
MUTV（日テレG+での呼称は「マンU TV」、フジテレビONEでの呼称はマンチェスター・ユナイテッドTV）は、プレミアリーグに所属しているマンチェスター・ユナイテッドが運営しているオフィシャルクラブTV。1998年に開局した。

## 主な番組
- The Match（プレミアリーグやUEFAチャンピオンズリーグなどの最新試合を放送）
- Plays The Pundit（前節の試合の結果を分析）
- Premier League Classic（過去の名試合を90分に濃縮して放送）
- レッドホットニュース（マンU関連の最新ニュース）
- ドキュメンタリー

## 日本での放送
日本では2003年にスカイパーフェクTV!（スカパー!）が放映権を獲得、2003年4月よりパーフェクトチョイスおよびスポーツ・アイ ESPNで放送されていた。
その後、J SPORTSが放映権を獲得、2004年10月より2007年5月まで放送していた。当時、プレミアリーグやUEFAチャンピオンズリーグは、スカパーからサブライセンスを受けて放送しており、中継できる試合数が少なかった。UEFAチャンピオンズリーグについては、J SPORTSも2005/06シーズンまでの放映権は保有していたが、放送できる試合に制限があった。
MUTV獲得により、録画中継ではあるが、マンチェスター・ユナイテッドの試合が毎試合放送できるようになった。その後、J SPORTSはチェルシーTV・アーセナルTVなど、クラブTVの放映権を相次いで獲得したが、プレミアリーグの放映権を獲得したため、2007-08シーズン限りで放送終了した。
2008年9月、日テレG+により放送を再開したが、2009年7月に放送終了した。
2012年8月からはフジテレビONEで放送、2015年までの3年契約での放送となった。フジテレビONEでの放送は直近の試合中継録画（2ヶ国語放送　主音声で日本語による解説、副音声は現地の実況音源）と、マンチェスター・ユナイテッドに関する情報番組を放送している。2013年シーズンより放送チャンネルがフジテレビNEXTに移行。

## アナウンサーと解説者

### J SPORTS
アナウンサー
- 谷口広明
- 田中雄介
- 西岡明彦
- 八塚浩

解説
- 粕谷秀樹
- 鈴木慎吾※
- 高木琢也
- 永井洋一
- 西村卓朗※
- 原博実
- 東本貢司
- 丸山良明※
- 南雄太※

※は､Jリーグキャリアサポートセンターのインターンシップ体験による解説｡
2006/07シーズンは、実況・谷口広明、解説・原博実（FC東京監督就任後は粕谷秀樹）のコンビがメインだった。

### 日テレG+
日テレG+では英語放送のみであった。

### フジテレビONE
実況
- 下田恒幸
2012年8月現在、解説者なしの一人実況である。

## 関連番組
- 日本で放送されている（いた）クラブオフィシャルチャンネル
  - バルサTV
  - チェルシーTV
  - アーセナルTV
  - FCバイエルン・ミュンヘンTV
  - ボルシア・ドルトムントTV
  - ACミラン・チャンネル
  - インテル・ミラノ チャンネル